# سنت‌لیسلو
سنت‌لیسلو (به مجاری:  Szentliszló) یک منطقهٔ مسکونی در مجارستان است که در زالا واقع شده‌است.